# Peni Finau
Peni Finau (5 agosto 1981) è un calciatore figiano, difensore del Ba.

## Carriera

### Nazionale
Ha partecipato alla Coppa d'Oceania nel 2012.